# Soins non programmés
Les soins non programmés (SNP), ou urgences réelles et ressenties, sont intégrés par une grande partie des médecins dans l'organisation avec les soins programmés, de façon formalisée ou non.
Leurs problématiques se recoupent mais ne se résument par à la permanence des soins.
Le rapport Mesnier y est consacré en 2018, ainsi que de multiples rapports.
La médicalisation voire surmédicalisation a augmenté la demande de soins, ou les urgences ressenties. La surconsommation de soins médicaux ou de médicaments amène à ressentir un besoin très fort pour un soin rapide, en conflit, voire à l'inverse de la priorisation, de la hiérarchisation de soin programmé moins rapidement accessible. Des entreprises comme les géants du numérique GAFAM commencent à proposer du « soin rapide » : ainsi, c'est en particulier le cas de figure avec le service Amazon Care qui vise à apporter du SNP rapide.
L'ONG de journalistes d'investigation ICIJ a théorisé cette situation, par le concept de « complexe prosthético-industriel », qui complète le (en) complexe médico-industriel (inspiré du complexe militaro-industriel), autour du scandale sanitaire des implants médicaux.
Par ailleurs, les inégalités sociales de santé (abréviation : ISS) compliquent l'accès par les patients malades aux SNP.
Information et éducation à la santé et à l'accès aux soins permettent de réguler et d'organiser ces SNP pour les professionnels de santé qui les assurent. Secrétariats, télésecrétariats et prise de rendez-vous en ligne permettent aussi de mieux communiquer sur le délai à envisager.
En France, les numéros d'appel téléphonique 15 et 112 répondent ou régulent certains SNP en particulier aux horaires de garde.
La répétition d'absences non excusées (« lapins ») exclut certains patients de leur accès futur à des soins. En effet, la fréquence des absences perturbe l'activité et amène certains praticiens à sur-remplir des créneaux de rendez-vous . La prise de rendez-vous en ligne pour les médecins généralistes - souvent quelques jours, voire quelques heures avant - a déplacé le problème sans le faire disparaitre ; pour certains, la prise de rendez-vous et l'annulation sont possibles via un service numérique (en ligne).

## Outils de gestion
- Téléphone, rendez-vous créneaux d'urgences, visibilité des disponibilités sur service web de rendez-vous
- La consultation libre est une possibilité.
- Téléconsultations
- Pour des groupes de soignants : Équipe de soins primaires (ESP), Maison de santé pluridisciplinaire (MSPP), et Communauté professionnelle territoriale de santé (CPTS)
- Continuité des soins et permanence des soins.

## Positions politiques
Pour le syndicat de médecins MG France la réponse aux demandes de SNP est un enjeu important. L'ISNAR propose aussi des suggestions afin de mieux répondre à la demande en SNP.